# Hương Giang (xã)
Hương Giang là một xã thuộc huyện Hương Khê, tỉnh Hà Tĩnh, Việt Nam.

## Địa lý
Xã Hương Giang có vị trí địa lý:
- Phía đông giáp huyện Thạch Hà
- Phía tây giáp xã Gia Phố và xã Hương Thủy
- Phía nam giáp xã Lộc Yên
- Phía bắc giáp xã Hương Thủy.

Xã Hương Giang có diện tích 69,63 km², dân số năm 1999 là 5.830 người, mật độ dân số đạt 84 người/km².

## Lịch sử
Ngày 18 tháng 7 năm 2024, HĐND tỉnh Hà Tĩnh ban hành Nghị quyết số 188/NQ-HĐND về việc:
- Sáp nhập Thôn 8 vào Thôn 5.
- Thành lập Thôn 8 trên cơ sở Thôn 9 và Thôn 10.
- Đổi tên Thôn 11 thành Thôn 9.
- Đổi tên Thôn 12 thành Thôn 10.